# Hideaway (песня Кайзы)
«Hideaway» (с англ. — «Убежище») — дебютный сингл канадской певицы Кайзы из её одноимённого дебютного мини-альбома (2014) и дебютного студийного альбома Sound of a Woman (2014). Песня была выпущена 11 апреля 2014 года на независимом лейбле Island Records и на лейбле соавтора и продюсера Рами Самира Афуни Lokal Legend в качестве ведущего сингла как с EP, так и с альбома.
Песня была написана Кайзой и её продюсером Афуни и записана летом 2013 года в Нью-Йорке. «Hideaway» — это песня в стиле дип-хаус, вдохновлённая страстью Кайзы и Afuni к танцевальной музыке 1990-х годов. Как сама песня, так и сопровождающее её музыкальное видео получили всеобщее одобрение от современных музыкальных критиков. После выхода песня «Hideaway» возглавила британский чарт синглов, продав более 136 000 копий за первую неделю, став третьим самым продаваемым синглом 2014 года в Соединённом Королевстве.

## Композиция
«Hideaway» — это темповая поп-, танцевальная и дип-хаус песня, которая длится 4 минуты 11 секунд и написана в тональности соль минор. Она включает в себя элементы электропопа, и старой школы музыки на фоне редкого бэк-трека, напоминающего транс 1990-х годов.

## Отзывы
Песня «Hideaway» получила всеобщее признание критиков. Ларри Фицморис из Pitchfork похвалил «Hideaway» за её «отчётливо блестящее ощущение электропопа» и танцевальный ритм 1990-х годов, далее назвав песню «движущимся телом, которое идеально подходит к придушенным вокальным пением Кайзы». Роберт Копси из Digital Spy оценил песню в четыре звезды (из пяти), назвав её захватывающим дебютом, который заставляет слушателя гадать, что ещё Кьеза припрятала в своём музыкальном рукаве. В своей рецензии Копси также отметил: «Сама песня — это хаус, вдохновлённый клубной классикой; жанр, который сейчас засоряет большую часть топ-40, но Кьеза делает его интересным, придавая ему отчётливо попсовый оттенок». Джон Джентиле из Rolling Stone похвалил бас и драм-машину трека, а Кейт Уиллс из The Independent назвала песню «танцевальным эпиком 90-х». Автор Popjustice поставил «Hideaway» восемь (из десяти) звёзд, назвав её отличной новой мелодией, которая вполне подходит для смешения поп- и танцевальной музыки. Автор музыкального сайта намекнул, что, судя по качеству трека, Кайза станет именем, на которое стоит обратить внимание в музыкальной индустрии в 2014 году. Джим Кэрролл из The Irish Times отметил, что песня предупредила многих о талантах Кайзы, добавив: «Олдскульная танцевальная песня благодаря её могучему голосу, „Hideaway“ — лишь одна струна к смычку этой бывшей балерины, новобранца ВМФ, певицы круизных лайнеров и участницы конкурса Мисс Вселенная Канада».
Джеймс Кабутер из Daily Star оценил трек в четыре звезды (из пяти), назвав его «на голову выше остальных», похвалив басовую линию песни и высокочастотный вокал. Журналист The Guardian Майкл Крэгг назвал песню «утончённым бэнгером» и «предлетним гимном».
В рецензии на «Hideaway», написанной для Instinct, Джонатан Хигби заметил: «Похоже, в Северной Америке наконец-то появился современный поп/дип-хаус вокалист, способный конкурировать в чартах с такими знаменитыми британскими исполнителями, как Джесси Уэр и Katy B». Мнение Хигби поддержал Робби Доу из Idolator, который, услышав трек, предсказал Кейзе «большой успех и продвижение на более высокие высоты». Кроме того, Доу счёл, что «Hideaway» напоминает о лучшей клубной музыке 1990-х, и назвал его «действительно одним из великих новых поп-открытий 2014 года». Соглашаясь с Хигби и Доу, автор MuchMusic считает, что «Hideaway» «заразительна» и станет одной из самых успешных песен 2014 года. Джон О’Брайен из Yahoo! Celebrity назвал песню «идеальным сочетанием старого и нового» и «будущей классикой deep house», отметив басовую линию трека как «самую густую и затягивающую басовую линию, которую вы вряд ли услышите в этом году». О’Брайен также высоко оценил вокал Кейзы в песне, назвав его «мощным» и «впечатляющим», и выразил мнение, что «Hideaway» продолжит серию «стильных танцевальных гимнов», возглавляющих чарты в 2014 году.
Музыкальный критик Daily Record Джон Дингуолл поставил треку пять (из пяти) звёзд, прокомментировав: «Несмотря на то, что мы находимся в первых лучах весны, «Hideaway» уже выглядит так, что станет одной из самых больших песен лета, и никто не может поспорить, что это танцевальная мелодия высшего класса», а Хью Оливер из DIY Weekly назвал песню энергичной, «пылкой» и «блестящим хаус-поп триллером».

## Чарты
| Чарт (2014)                                          | Высшая позиция |
| ---------------------------------------------------- | -------------- |
| Австралия (ARIA)                                     | 25             |
| Австрия (Ö3 Austria Top 40)                          | 17             |
| Бельгия/Фландрия (Ultratop 50)                       | 1              |
| Бельгия/Фландрия (Ultratop Dance)                    | 1              |
| Бельгия/Валлония (Ultratop 50)                       | 3              |
| Бельгия/Валлония (Ultratop Dance)                    | 3              |
| Канада (Billboard Canadian Hot 100)                  | 5              |
| Канада (Billboard CHR/Top 40)                        | 5              |
| Канада (Billboard Hot AC)                            | 5              |
| СНГ (TopHit Airplay)                                 | 1              |
| Чехия (Rádio — Top 100)                              | 30             |
| Чехия (Singles Digitál Top 100)                      | 20             |
| Дания (Tracklisten)                                  | 2              |
| Европа (Billboard Euro Digital Song Sales)           | 1              |
| Финляндия (Latauslista Download)                     | 29             |
| Франция (SNEP)                                       | 24             |
| Германия (GfK)                                       | 5              |
| Венгрия (Dance Top 40)                               | 35             |
| Венгрия (Rádiós Top 40)                              | 31             |
| Венгрия (Single Top 40)                              | 7              |
| Ирландия (IRMA)                                      | 11             |
| Италия (FIMI)                                        | 1              |
| Люксембург (Billboard Luxembourg Digital Song Sales) | 6              |
| Нидерланды (Dutch Top 40)                            | 4              |
| Нидерланды (Single Top 100)                          | 1              |
| Польша (Polish Airplay Top 100)                      | 12             |
| Польша (Dance Top 50)                                | 2              |
| Россия (TopHit Airplay)                              | 1              |
| Шотландия (OCC Scotland)                             | 1              |
| Словакия (Rádio — Top 100)                           | 39             |
| Словакия (Singles Digitál Top 100)                   | 15             |
| Испания (PROMUSICAE)                                 | 49             |
| Швейцария (Schweizer Hitparade)                      | 5              |
| Великобритания (OCC UK Singles)                      | 1              |
| Великобритания (OCC UK Dance)                        | 1              |
| Украина (TopHit Airplay)                             | 4              |
| США (Billboard Hot 100)                              | 51             |
| США (Billboard Hot Dance/Electronic Songs)           | 7              |
| США (Billboard Dance Club Songs)                     | 5              |
| США (Billboard Pop Airplay)                          | 17             |
| США (Billboard Rhythmic)                             | 31             |

| Чарт (2014)                                      | Позиция |
| ------------------------------------------------ | ------- |
| Бельгия (Ultratop Flanders)                      | 9       |
| Бельгия (Ultratop Wallonia)                      | 25      |
| Великобритания Singles (Official Charts Company) | 15      |
| США Dance Club Songs (Billboard)                 | 19      |
| США Hot Dance/Electronic Songs (Billboard)       | 17      |

## Сертификации
| Регион | Сертификация  | Продажи   |
| --- | ------------- | --------- |
| Австралия (ARIA) | Платиновый    | 70 000^   |
| Бельгия (BEA) | Золотой       | 15 000*   |
| Канада (Music Canada) | 2× Платиновый | 194,000   |
| Германия (BVMI) | Платиновый    | 300 000   |
| Италия (FIMI) | 3× Платиновый | 90 000    |
| Швейцария (IFPI Switzerland) | Золотой       | 15 000^   |
| Великобритания (BPI) | 2× Платиновый | 1 200 000 |
| США (RIAA) | Золотой       | 500 000   |
| Стриминг |               |           |
| Дания (IFPI Danmark) | Платиновый    | 2 600 000 |
| * Данные о продажах приведены только на основе сертификации. · ^ Данные о тиражах приведены только на основе сертификации. · Данные о продажах + прослушиваниях приведены только на основе сертификации. · Данные только о прослушиваниях приведены на основе сертификации. |               |           |